# 瓦爾瓦利夫卡 (新桑扎里區)
49°19′15″N 34°32′12″E / 49.32083°N 34.53667°E
瓦爾瓦利夫卡（烏克蘭語：Варварівка），是烏克蘭中部的村莊，隸屬波爾塔瓦州的波爾塔瓦區。該村處於博格達尼夫卡附近，面積1.95平方公里，海拔高度88米，2001年人口249。